# Teen Titans Go! (série animada)
Teen Titans Go! (bra: Os Jovens Titãs em Ação; prt: Teen Titans Go!) é uma série de animação americana desenvolvida por Aaron Horvath e Michael Jelenic para o Cartoon Network. Estreou em 23 de abril de 2013 e é baseada na equipe fictícia de super-heróis da DC Comics, os Titãs. A série foi anunciada após a popularidade dos curtas New Teen Titans da DC Nation.
Contendo um estilo de animação diferente, Teen Titans Go! serve como um spin-off cômico independente não-canônico e com nenhuma continuidade com a série original Teen Titans (embora algumas referências sejam incluídas como fan service). Muitos personagens da DC fazem aparições e são referenciados em segundo plano. O elenco principal retorna reprisando seus respectivos papéis.
Um longa-metragem, Teen Titans Go! To the Movies, foi lançado nos cinemas em 27 de julho de 2018.
Em 2021, o Cartoon Network anunciou uma série spin-off baseada nos episódios da música "The Night Begins to Shine".
Em 2023, foi confirmado por meio de uma listagem EIDR que a série foi escolhida para uma nona temporada, composta por 52 episódios.
Em 11 de junho de 2025, foi anunciado que a série foi renovada para uma décima temporada, com data exata a ser definida.

## Premissa
Teen Titans Go! é focada em situações engraçadas, que acontecem entre os Titãs (Robin, Ciborgue/Cyborg, Estelar/Starfire, Ravena/Raven e Mutano/Beast Boy) quando não salvam o mundo e estão juntos como adolescentes sem supervisão de um adulto. Os Titãs têm de lidar com situações horríveis, como brincadeiras adolescentes, atingindo um nível totalmente novo, ou lutando contra vilões conhecidos por eles.

## Elenco e personagens

### Elenco principal(nomes originais)[7][13]
| |                                                             |                                                                  |                                                                                          |                                            |
| Scott Menville | Tara Strong                                                 | Hynden Walch                                                     | Khary Payton                                                                             | Greg Cypes                                 |
| Robin, Speedy, Billy Numerous, Birdarang, Detective Chimp, Killer Moth, Robin (Tim Drake), Robin (Carrie Kelley), Brain, vozes adicionais | Raven, Silkie, Jayna, Batgirl, Butterbean, vozes adicionais | Starfire, Blackfire, Madame Rouge, Sparkleface, vozes adicionais | Cyborg, Zan, Sticky Joe, Couch Spirit, Universe Tree, Halloween Spirit, vozes adicionais | Beast Boy, Puppet Wizard, vozes adicionais |

### Equipe principal
- Dick Grayson/Robin: Líder dos Titãs. Ele tenta impressionar a Estelar, mas sempre acaba falhando. Nessa série sempre tem referências deles sendo o Dick Grayson, e ele tem uma equipe de Robins que tem um Dick Grayson (versão dos anos 60), Jason Todd (versão obscura), e Carry Kelly (versão feminina). Na série, ele usa as identidades de Red X, Capitão Cankle, para poder fazer parte da Liga das Pernas e Tim Drakestone, uma entidade que possui a aparência do Dr. Zin do seriado Jonny Quest. Como membro da Liga da Justiça, ele usa o uniforme do Batman.
- Victor Stone/Ciborgue: Vice-líder dos Jovens Titãs, metade humano, metade robô, ele costumava ser a figura mais séria e inteligente, mas passou a ser um bobo alegre que se diverte com Mutano, apesar deles discutirem pelo fato do Ciborgue gostar mais de hambúrger e Mutano de burrito. Em alguns episódios, ele apresenta ter uma queda por Jinx. Na série, ele usa as identidades de Pernas de Trovão para fazer parte da Liga das Pernas. Ciborgue é a aparência humana de Victor Stone em que pode assumir a forma prateada. Como membro da Liga da Justiça, ele assume a aparência como um Lanterna Verde, em que com o poder do anel, ele projeta a imagem de três senhoras.
- Garfield Mark Logan/Mutano: Transmorfo de animal verde, mudou de garoto ingênuo para um anãozinho bobão que sempre faz e fala besteiras, é apaixonado por Ravena e vive chamando ela de "gatinha", apesar dela aparentemente não dar bola. Antes gostava de Terra, apesar de saber que ela só estava o usando. Na série, ele usa a identidade como Panturrilha como parte da Liga das Pernas e usa uma forma muscular para fazer parte da liga do mal fazendo referência ao Hulk. Como membro da Liga da Justiça, ele assume a forma do Caçador de Marte.
- Rachel Roth/Ravena: Nessa série, Ravena continua com a mesma personalidade anti-social e gótica que pode se irritar com facilidade com os membros da equipe. Ela até mesmo já se separou das suas cinco personalidades, a vermelha (raiva), a rosa (alegria), a roxa (paixão), a cinza (tristeza/medo) e a laranja (preguiça). No fundo, ela gosta de Mutano, mas não quer admitir pois acha ele um bobão qualquer. Na série, ela usa a forma demônio assumindo a aparência de Azarath, Lady Legasus como líder da Liga das Pernas e Mega Legasus, em que suas pernas ganham mais volume muscular. Como membro da Liga da Justiça, ela usa o uniforme de Mulher-Maravilha.
- Koriand'r/Estelar: Ela é considerada a mais ingênua e meio tapada, sempre levando as coisas ao pé da letra. De início, ela já foi apaixonada por Robin, mas parou de ligar para ele. Apesar de ser bonitinha e meiga, ela pode se enfurecer e atacar até os seus amigos. Na série, ela usa a identidade de Estelar, a Terrível e Incredible Quad quando chega a fazer parte da Liga das Pernas. Como membro da Liga da Justiça, ela usa o uniforme do Flash.

## Episódios

### Resumo
| Temporada | Temporada | Episódios | Exibição original     | Exibição original      | Exibição no Brasil     | Exibição no Brasil     | Exibição em Portugal    | Exibição em Portugal    |
| Temporada | Temporada | Episódios | Estreia de temporada  | Final de temporada     | Estreia de temporada   | Final de temporada     | Estreia de temporada    | Final de temporada      |
| --------- | --------- | --------- | --------------------- | ---------------------- | ---------------------- | ---------------------- | ----------------------- | ----------------------- |
|           | 1         | 52        | 23 de abril de 2013   | 5 de junho de 2014     | 2 de setembro de 2013  | 24 de dezembro de 2014 | 10 de novembro de 2014  | 15 de dezembro de 2014  |
|           | 2         | 52        | 12 de junho de 2014   | 30 de julho de 2015    | 17 de novembro de 2014 | 28 de dezembro de 2015 | 16 de março de 2015     | 26 de novembro de 2015  |
|           | 3         | 53        | 31 de julho de 2015   | 13 de outubro de 2016  | 4 de abril de 2016     | 2 de maio de 2018      | 2 de maio de 2016       | 22 de fevereiro de 2017 |
|           | 4         | 52        | 20 de outubro de 2016 | 25 de junho de 2018    | 17 de abril de 2017    | 27 de julho de 2018    | 2 de outubro de 2017    | 14 de abril de 2019     |
|           | 5         | 52        | 25 de junho de 2018   | 4 de abril de 2020     | 4 de fevereiro de 2019 | 29 de maio de 2020     | 23 de fevereiro de 2019 | 27 de junho de 2020     |
|           | 6         | 52        | 4 de outubro de 2019  | 1 de maio de 2021      | 9 de março de 2020     | TBA                    | 19 de outubro de 2020   | 31 de outubro de 2021   |
|           | 7         | 52        | 8 de janeiro de 2021  | 16 de setembro de 2022 | TBA                    | TBA                    | 6 de novembro de 2021   | TBA                     |
|           | 8         | 42        | 7 de outubro de 2022  | 30 de novembro de 2024 | 9 de junho de 2023     | TBA                    | 2 de outubro de 2023    | TBA                     |
|           | 9         | 52        | 1 de março de 2025    | TBA                    | TBA                    | TBA                    | TBA                     | TBA                     |

## Recepção

### Resposta da crítica
Teen Titans Go! recebeu críticas geralmente mistas dos críticos. A Common Sense Media deu a série 4 de 5 estrelas e escreveu que ela "administra algumas mensagens positivas junto com a comédia e caracterizações inteligentes". O escritor da IGN, Scott Collura, deu ao episódio piloto uma pontuação de 7,8 em 10, afirmando que "A DC Animation renova a amada série Teen Titans para uma nova geração - com resultados muito divertidos". Randy Schiff, do The Buffalo News, elogiou a escrita e animação, chamando-a de "uma comédia consistentemente peculiar que muitas vezes é acompanhada de comentários sociais perspicazes". Depois que o trailer da adaptação cinematográfica da série foi lançado, Scott Mendelson, da Forbes, elogiou a série e sua "loucura niilista", escrevendo que "Tomado em seus próprios termos, a série é incrivelmente engraçada e infinitamente inteligente, oferecendo lições de história sombriamente cínicas, especiais de férias comedicamente sombrios e ocasionais surtos de pura fantasia... em meio a alguns trolls sérios do gênero de super-heróis e auto-comentários." No agregador de críticas Rotten Tomatoes, a primeira temporada possui um índice de aprovação de 67% com base em 9 avaliações.
Escrevendo para a Slant Magazine, Lee Wang deu a série 2 estrelas de 4, dizendo "Teen Titans Go! ofereceria pouco até mesmo para os mais ardentes nostálgicos e completistas dos Titãs". Aaron Wiseman, do Moviepilot, citou várias críticas a série, observando uma ligeira apreciação pelas personagens Estelar e Ravena.

### Audiência
O episódio piloto da série atraiu mais de 3 milhões de espectadores. Em 11 de junho de 2013, o Cartoon Network renovou Teen Titans Go! para uma segunda temporada, citando o grande sucesso. De acordo com Hope King, repórter de tecnologia da CNNMoney, Teen Titans Go! foi um dos três programas de televisão mais vistos a contribuir para um recorde de 1,3 milhão de visualizações simultâneas do Xfinity On-Demand durante a nevasca de janeiro de 2016 nos Estados Unidos. Atualmente, Teen Titans Go! é uma das séries mais longas do Cartoon Network, com um total de 392 episódios.

## Outras mídias

### Videogame
Teen Titans Go! é apresentado como parte do videogame toys-to-life Lego Dimensions, por meio de dois pacotes lançados em 12 de setembro de 2017. Eles incluem um Pacote de Equipe contendo minifiguras de Mutano e Ravena, além de itens construíveis como T-Car e Spellbook of Azarath; e um pacote divertido contendo uma minifigura de Estelar e um Robô Titã construível. Os personagens podem acessar um Mundo de Aventura com o tema Teen Titans Go!, apresentando locais da série, bem como um episódio exclusivo com o tema do jogo. Além disso, as minifiguras preexistentes de Ciborgue da DC Comics e Robin do filme The Lego Batman Movie podem se transformar em homólogos de Teen Titans Go! quando usados no Mundo de Aventura do tema Teen Titans Go!.

### Filmes
Uma adaptação cinematográfica da série foi lançada pela Warner Bros. Pictures e Warner Bros. Animation em 27 de julho de 2018. Intitulado Teen Titans Go! To the Movies, o filme foi escrito pelos produtores executivos e desenvolvedores da série Aaron Horvath e Michael Jelenic, além de ser dirigido por Horvath e seu colega produtor Peter Rida Michail. O elenco de vozes original está presente no filme, com Will Arnett e Kristen Bell também dublando. No Brasil, foi lançado em 30 de agosto de 2018 e em Portugal, 9 de agosto de 2018.
Um segundo filme intitulado Teen Titans Go! vs. Teen Titans foi lançado em mídia doméstica em 24 de setembro de 2019.
Um terceiro filme intitulado Teen Titans Go! See Space Jam, foi exibido no Cartoon Network em 20 de junho de 2021. O filme apresenta os Titãs comentando sobre o filme Space Jam como forma de promover Space Jam: A New Legacy.
Um quarto filme intitulado Teen Titans Go! & DC Super Hero Girls: Mayhem in the Multiverse, foi lançado em mídia doméstica em 24 de maio de 2022.

### Crossoverscom outras obras da DC

#### Young Justice
Aqualad, Superboy e Miss Martian fazem uma aparição no episódio da segunda temporada "Let's Get Serious".
No episódio "Nightmare Monkeys" da terceira temporada intitulada Young Justice: Outsiders, o estilo de animação de TTG foi usado como base para as visões de Mutano em sua mente.

#### DC Super Hero Girls
Os personagens principais da série apareceram no episódio crossover "Superhero Feud" e no crossover especial divido em 4 partes chamado "Space House".

#### Titans
Mutano (em desenho animado) é visto rapidamente em uma aparição especial em imagens de arquivo na quarta temporada no episódio "Dude, Where's My Gar?".

## Controvérsias
Apesar do sucesso da série, nas cenas em que os personagens Ciborgue e Mutano afirmam estar apaixonados por Ravena, porém, contém reclamações de que os personagens a assediam, o que se classificaria como violência contra a mulher, devido ao assédio e agressão contra a personagem feminina, além do personagem Mutano ser quem mais assedia e acaba sendo classificado como assediador de mulheres, onde também assedia a personagem Terra.
Em Portugal, uma versão censurada estreou em 10 de novembro de 2014, no Cartoon Network. O canal cortou algumas cenas, como no episódio "Ladrão de Sanduíche", onde Ravena transporta Robin para o estômago de Mutano, e depois a cena onde Mutano cospe Robin para o chão também foi cortada/editada, se mantendo na versão censurada do Cartoon Network.